# Bond tegen vloeken
Der Bond tegen vloeken (niederländisch; „Bund gegen Fluchen“) ist eine christliche Organisation in den Niederlanden. Sie setzt sich für einen respektvollen Sprachgebrauch ohne Schimpfwörter und Flüche ein. Die Organisation kritisiert auch grobe Sprache und Verwünschungen.

## Geschichte
Zur Gründung des Bundes rief man im Jahr 1916 auf. In der Zeitung De Standaard, die protestantisch-reformiert eingestellt war, suchte J. Baas aus Den Helder nach Gleichgesinnten. Am 17. September 1917 kam es zur Gründung, unter anderem durch Lodewijk Duymaer van Twist, einen General und Parlamentsabgeordneten der Antirevolutionären Partei. Man hielt es für einen Trend der Zeit, dass die Menschen gleichgültig gegenüber der Religion würden, und machte sich Sorgen über das Ausmaß, in dem in den Niederlanden geflucht wurde.
Später wurde die Bezeichnung Bond tegen het schenden door het vloeken van Gods heilige Naam („Bund gegen das Schänden, indem man mit Gottes heiligem Namen flucht“) gekürzt zu Bond tegen het vloeken. Seit dem 1. September 2012 verzichtet man auf den bestimmten Artikel het.
In seinen besten Zeiten hatte der Bund fast 30.000 Mitglieder. Die Geldgeber werden allerdings aus demografischen Gründen weniger.

## Ziel und Vorgehen
Laut Satzung will der Bund in allen Teilen der Bevölkerung das Fluchen bekämpfen. Insbesondere der Fluch godverdomme („gottverdammt“) ist dem Bund ein Dorn im Auge. Außerdem geht es ihm allgemein darum, verletzende, obszöne und grobe Verwendung der Sprache zu bekämpfen. Dadurch sollen die Niederlande schöner werden. Der Bund will sich vor allem an Jugendliche richten. Fluchen geschehe oftmals, ohne darüber nachzudenken.
Bekannt ist der Bund insbesondere durch Anzeigen in den Medien sowie den Einsatz von Plakaten an den Bahnhöfen. Das bekannteste zeigt einen Papagei mit dem Text: „Fluchen wird erlernt! Plapper nicht nach!“ (niederländisch: „Vloeken is aangeleerd! Word geen naprater!“).
Außerdem gehen Vertreter des Bundes in Schulen und sprechen bei Vereinen. Einige Kampagnen richten sich auf den Sprachgebrauch bestimmter Zielgruppen wie Sportvereine. Laut eigener Aussage hatte der Bund im Jahr 2014 etwa 250 solcher ehrenamtlicher Vertreter. Ferner gibt der Bund Studien zum Fluchen in Auftrag, wie den jährlichen „Vloekmonitor“. Demzufolge wird im Privatfernsehen doppelt so viel geflucht wie bei den Öffentlich-Rechtlichen.
So bemängelte eine Studie im Auftrag des Bundes im Jahr 2015 den Sprachgebrauch in einem Viertel der untersuchten Kinderbücher, mit Beispielen wie rotzak (Drecksack), shit, fuck, tieten (Titten), jezus, hoer (Hure), zeiknat (pissnass). Wenigstens habe man den gvd-vloek (godverdomme) nicht vorgefunden. Im Vorjahr seien noch ein Drittel der Kinderbücher betroffen gewesen. Eine Umfrage unter Jugendlichen ergab 2015, dass sie kanker (Krebs) als am meisten verletzend empfanden.
Politisch setzt sich der Bund dafür ein, dass das niederländische Recht weiterhin Gotteslästerung unter Strafe stellt. Ein weiteres Thema ist für ihn die Beleidigung von Religionen, die seiner Meinung nach strenger bestraft werden muss.
Subventionen erhält der Bund zwar nicht von der Reichsregierung, aber von einzelnen Kommunen.
Der Bond tegen vloeken  beschloss 2012, dass dessen Name auf den Plakaten weggelassen werden sollte, weil  eine Image-Studie herausgefunden hatte, dass er zuweilen als extrem, dümmlich, unnötig oder rückständig eingeschätzt wird.